# 東方ギリシア世界と西方ラテン世界
「東方ギリシア世界」と「西方ラテン世界」は、ギリシア・ローマ世界を二つに、つまりギリシア語がリングワ・フランカとなっている東側の地域とラテン語が同じ役割を担っている西側の地域に区分するのに使われる術語である。ローマ帝国の時代にラテン語圏とギリシア語圏とで二分割されたのがそのまま持続した。この分割は3世紀から5世紀までの帝国構造における行政上の変遷によって助長された。この変遷が最終的に東ローマ帝国と西ローマ帝国の成立をもたらしたのである。西ローマ帝国の滅亡後は、「東方ギリシア世界」・「西方ラテン世界」という術語は以前の東ローマ帝国・西ローマ帝国の領域を指すのに用いられる。また、ローマ帝国領となったことがなくてもギリシア文化あるいはラテン文化の影響下にある地域にもこの術語が使われる。この意味では、二つの領域におけるキリスト教の違い、つまり東方教会と西方教会の違いに焦点があてられる。

## ローマ帝国に関連する用法
古典的文脈では、「東方ギリシア世界」はローマ帝国の属州・属領のうちリングワ・フランカが主にギリシア語である地域を指す。
この領域にはギリシア半島全土およびそれより北側に広がるバルカン半島のうちある程度の領域、黒海沿岸の属州、ボスポラスの属州、小アジアの全土(可能な限り最も大まかな意味で、カッパドキア属州を含む)からアルメニアにかけて、さらに地中海東岸の諸属州(ユダヤ属州、シリア属州、アエギュプトゥス)を含む。これらのローマの属州はヘレニズム時代つまりローマ帝国が征服する以前の時代にはギリシア人の植民地あるいはギリシア人が支配する地域であった。
古代末期になると、ディオクレティアヌス治下(284年-305年)で帝国の属州の再編が始まり、「東方ギリシア世界」が「西方ラテン世界」と対比されるようになった。それ以降「東方ギリシア世界」は、西ヨーロッパのイタリア本土、と北アフリカ(395年以降はラテン語圏の西ローマ帝国)といった属州と対照的に、上述したようなギリシア語圏の属州を指すようになった(395年以降は主にギリシア語圏の東ローマ帝国)。

## キリスト教に関係する用法
「東方ギリシア世界」と「西方ラテン世界」はカルケドン派キリスト教を東ローマ帝国を中心とする東地中海盆地のギリシア語圏の正教会の信徒と西ヨーロッパのローマ・カトリック教会の信徒に分けて呼ぶ術語でもある。ここで、「西方ラテン世界」はかつての西ローマ帝国だった地域、つまり、イタリア、ガリア、ヒスパニア、北アフリカ、ブリタンニア、だけにとどまらず、ローマ帝国の領土になったことはないが後に西方ラテン世界の文化圏に入った地域、アイルランド、スコットランド、ドイツも指す。
「東方ギリシア世界」は「ギリシア」という言葉が入っていることで東方教会の中でもカルケドン公会議(451年)でコンスタンティノープルから離れた、例えばシリア語を話すような地域を除外している。それらは今日東方諸教会などと呼ばれている。こういった区別は西方にはなく、ラテン語は西方の多くの国で文化的言語であり続けたが後に各国の言語に取って代わられた。